# Дадлі (Пенсільванія)
Дадлі (англ. Dudley) — місто (англ. borough) в США, в окрузі Гантінгдон штату Пенсільванія. Населення — 184 особи (2010).

## Географія
Дадлі розташоване за координатами 40°12′19″ пн. ш. 78°10′42″ зх. д. / 40.20528° пн. ш. 78.17833° зх. д. (40.205307, -78.178305).  За даними Бюро перепису населення США в 2010 році місто мало площу 0,85 км², уся площа — суходіл.

## Демографія
Згідно з переписом 2010 року, у селищі мешкали 184 особи в 75 домогосподарствах у складі 49 родин. Густота населення становила 216 осіб/км².  Було 94 помешкання (111/км²).
Расовий склад населення:
| - 99,5 % — білих - 0,5 % — чорних або афроамериканців |

До двох чи більше рас належало 0,0 %. Частка іспаномовних становила 0,0 % від усіх жителів.
За віковим діапазоном населення розподілялося таким чином: 20,7 % — особи молодші 18 років, 60,8 % — особи у віці 18—64 років, 18,5 % — особи у віці 65 років та старші. Медіана віку мешканця становила 44,4 року. На 100 осіб жіночої статі у селищі припадало 116,5 чоловіків;  на 100 жінок у віці від 18 років та старших — 114,7 чоловіків також старших 18 років.
Середній дохід на одне домашнє господарство  становив 47 781 долар США (медіана — 42 917), а середній дохід на одну сім'ю — 56 446 доларів (медіана — 55 000). За межею бідності перебувало 5,8 % осіб, у тому числі 7,7 % дітей у віці до 18 років та 10,5 % осіб у віці 65 років та старших.
Цивільне працевлаштоване населення становило 72 особи. Основні галузі зайнятості: освіта, охорона здоров'я та соціальна допомога — 36,1 %, будівництво — 22,2 %, транспорт — 13,9 %, роздрібна торгівля — 9,7 %.